# NASA World Wind

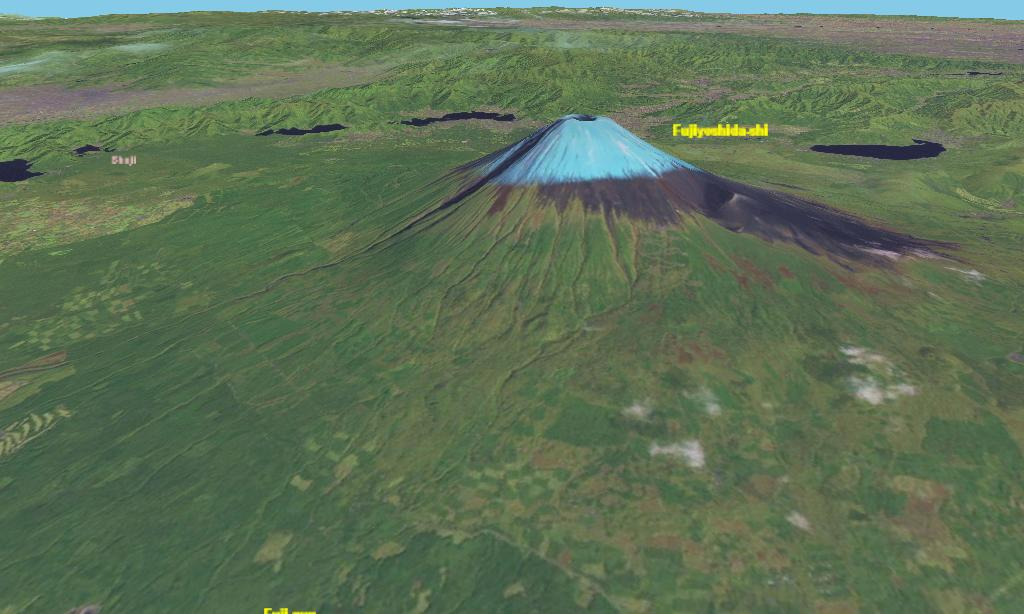
Der Fuji in World Wind

NASA World Wind ist eine Open-Source-Software  für Satelliten- und Luftbilder. Die Software ermöglicht es, auf einem virtuellen Globus diese Bilder kombiniert mit Höhendaten anzuzeigen. Es ist möglich, jeden beliebigen Ort der Erde in 3D-Grafik heranzuzoomen und von allen Seiten zu betrachten. Die Software wurde im Herbst 2004 unter der freien „NASA Open Source license v1.3“ veröffentlicht. Die Bilddaten basierten ursprünglich primär auf dem Landsat-Programm.
Das Programm verfügt auch über umfangreiches Kartenmaterial für den Mond, Mars, Venus und Jupiter.
Weiterentwicklung und Betrieb von World Wind wurden im Mai 2019 vorübergehend unterbrochen.

## Versionen

### Applikation
Eine installierbare Anwendung von World Wind ist für Windows und Linux verfügbar. Als Voraussetzung für die Installation ist DirectX und das .NET Framework erforderlich. 
Die Applikation bietet verschiedene Möglichkeiten an, eigene Daten anzuzeigen. So gibt es Funktionen, um KML und Shapefiles zu öffnen sowie Web Map Services und Web Feature Services einzubinden.

#### Erweiterungen
Die NASA World Wind beinhaltet eine offene Schnittstelle, sodass eigene Plug-ins entwickelt werden können. Add-ons erweitern World Wind um neue Modelle, zusätzliches Bildmaterial und auch um neue Funktionalitäten.
Typische Beispiele sind:
- Points of Interest und Reiserouten
- Ortsnamen
- Hochaufgelöste Luft- und Satellitenbilder ausgewählter Gebiete
- Schnittstelle zu GPS-Empfängern
- Import ausgewählter Dateiformate

### Java SDK
Am 8. Mai 2007 hat die NASA ein Java Software Development Kit veröffentlicht, welches auf OpenGL basiert.
Mit diesem SDK können Entwickler World-Wind-Technologie in eigenen, plattformunabhängigen Applikationen nutzen.

## Verfügbare Datensätze
NASA World Wind umfasst Modelle (sogenannte worlds) und umfangreiches Bildmaterial der Erde, des Monds und ausgewählter Planeten.
Insgesamt wird eine Datenmenge von derzeit ca. 4,6 Terabyte zur Verfügung gestellt. Sie werden kontinuierlich von NASA-Servern nachgeladen, wenn eine Region der Erde detaillierter dargestellt werden soll.

### Erde
- Blue Marble Next Generation – ein Mosaik aus zahlreichen Satellitenfotos mit einer Auflösung von 1 km
- Landsat 7 – Satellitenbilder mit einer Auflösung von 15 m
- Orthofotos der USA vom USGS mit einer Auflösung von 1 m (in ausgewählten Städten sogar mit 0,25 m)
- Topographische Karten der USA vom USGS in unterschiedlichen Maßstäben
- Das Höhenmodell basiert auf Daten der Shuttle Radar Topography Mission mit einer Auflösung von drei Bogensekunden und einer Bogensekunde für Amerika

### Mond
- Bilder der Raumsonde Clementine
- Höhenstufenkarte

### Sloan Digital Sky Survey
- Umfangreicher Sternenatlas des Sloan Digital Sky Survey (SDSS) Projekts

### Mars
- Bilder der Mars Orbital Camera (MOC)
- Höhenstufenkarte (MOLA)
- Bilder Thermal Emission Imaging System (THEMIS) Kamera, die auf der 2001 Mars Odyssey Sonde mitgeführt wird

### Venus
- Bilder der Magellan-Mission
- Höhenstufenkarte

### Jupiter
- Bildmaterial des Jupiters und seinen Monden Callisto, Europa, Ganymed und Io

## Koordinatenverlinkung

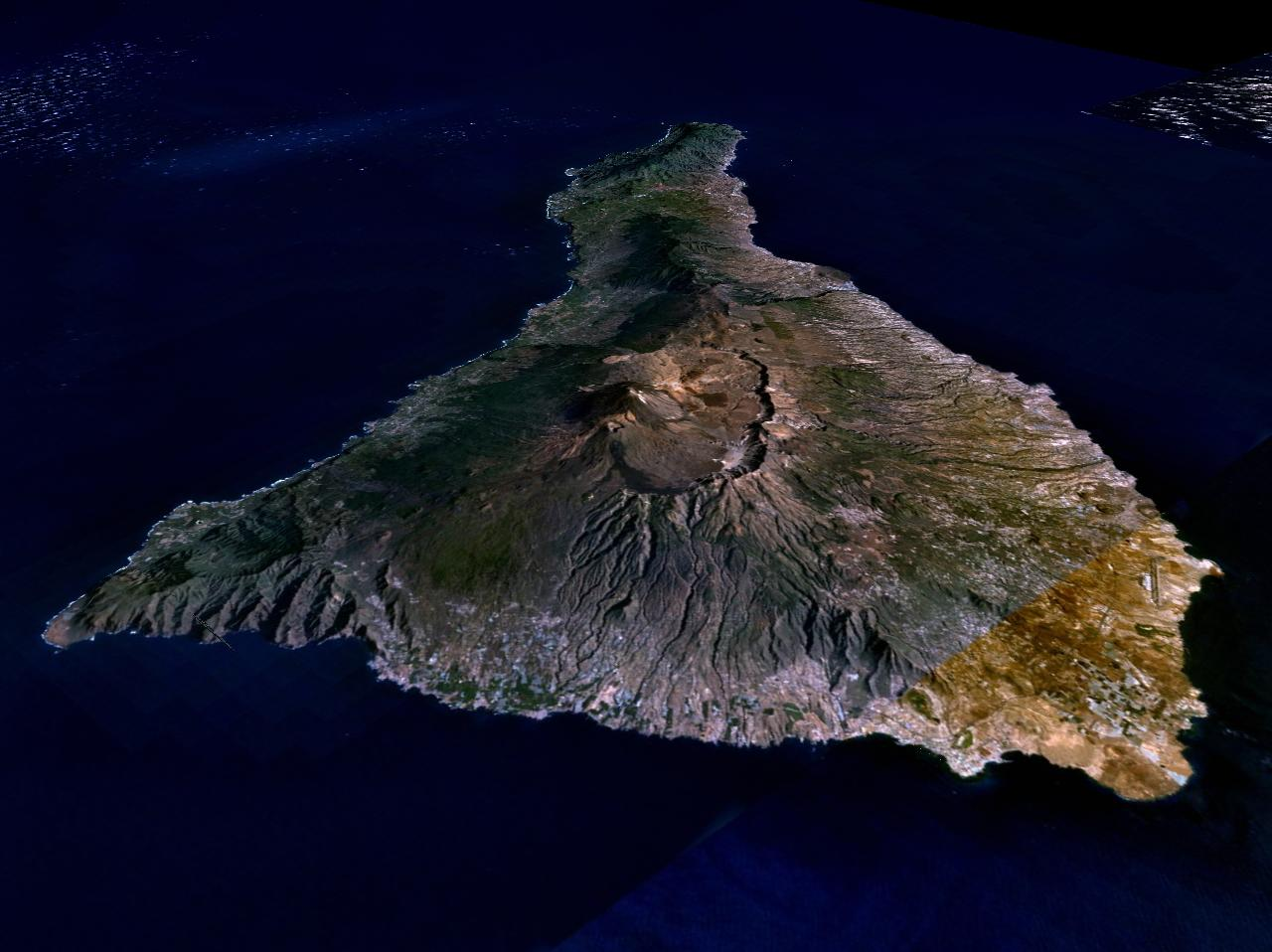
Teneriffa von Westen, mit NASA World Wind

Mit Hilfe des worldwind://-Schemas ist es möglich, beliebige Koordinaten auf den Erdoberflächen als Verweis anzugeben. Das folgende Beispiel gibt einen Koordinatenpunkt im Bodensee wieder.
worldwind://goto/world=Earth&lat=47.596363067627&lon=9.44736003875732&view=1.35181939601898
Wenn man NASA World Wind installiert hat und z. B. in einem Webbrowser auf diesen Verweis klickt, dann zoomt das Programm direkt an diesen Ort heran.

## Lizenzstatus der Bilder
Alle Datensätze sind unter Public Domain (gemeinfrei) gestellt worden, und mit dem Programm erzeugte Bilder sind ebenfalls gemeinfrei.